# Poppenwind (Auengrund)

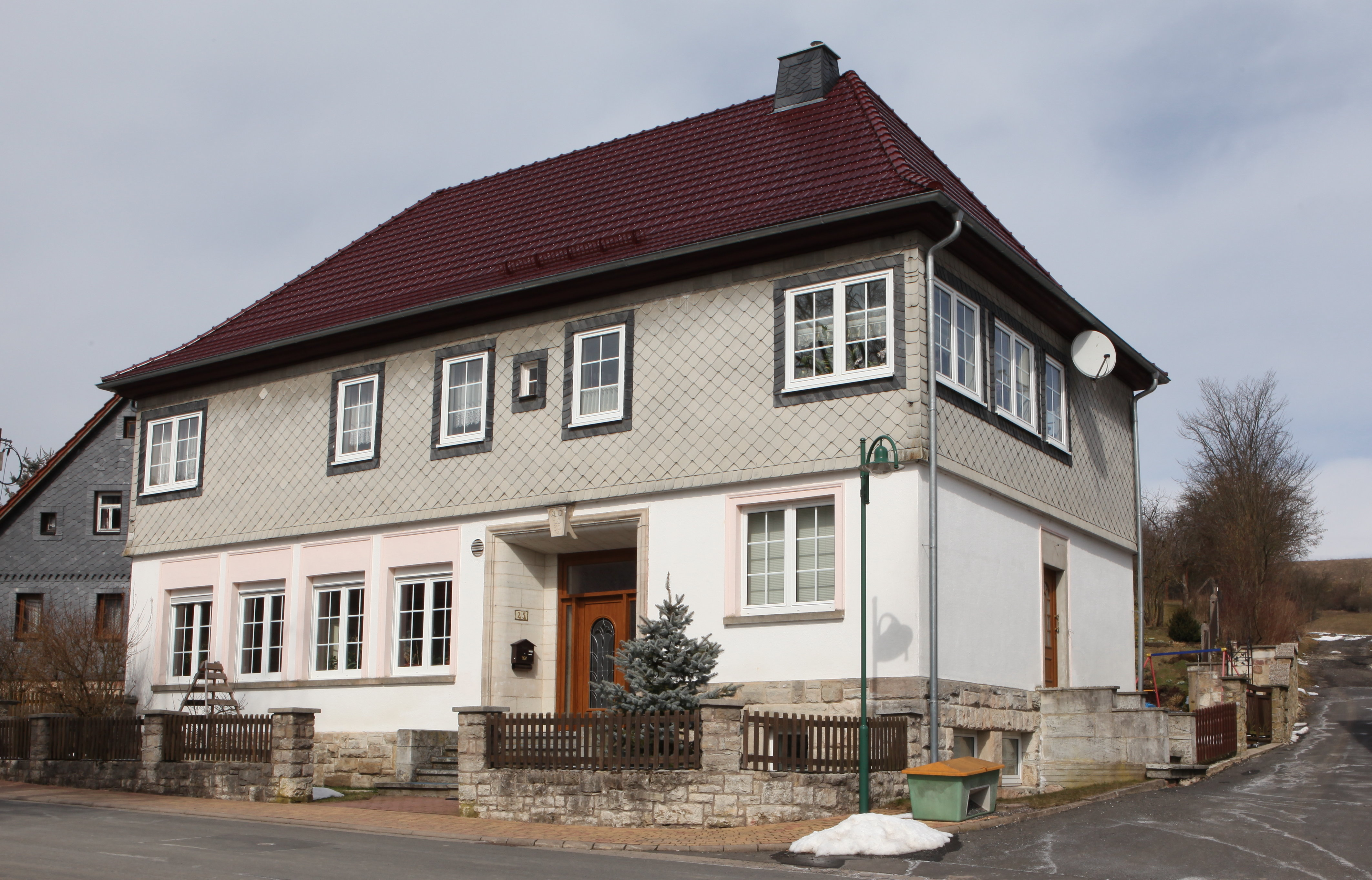
Alte Schule

Poppenwind ist ein Ortsteil von Auengrund im Landkreis Hildburghausen in Thüringen.

## Lage
Poppenwind liegt südlich der Bundesautobahn 73 und wird verkehrsmäßig durch die Kreisstraße 526 erfasst. Südwestlich grenzt der Hildburghäuser Wald an. Das Dorf liegt am Hang des Solaberges in Wiesen und Feldern sowie an Wäldern.

## Geschichte
Gegründet wurde Poppenwind (Boppenwinden) im 6./7. Jahrhundert. Um 1288–1315 wurde das Dorf erstmals urkundlich genannt. Der Name des Ortes soll von Graf Poppo, einem Henneberger Grafen, entlehnt worden sein. Auf dem sogenannten Vogelherd in der Umgebung stand schon vor der urkundlichen Ersterwähnung des Ortes ein Castrum (Burg). Aus dessen Steinen wurde nach seiner Zerstörung 1672 die Brünner Kirche gebaut. Das Dorf wurde hufeisenförmig angelegt. Der Dorfplatz, Pferdeschwemme und die Dorflinde, die später als Kaiserlinde gepflanzt worden ist, befinden sich in der Mitte.
Der Dreißigjährige Krieg hinterließ auch Spuren. Die im Ort traditionell gepflegten Trachten haben einen ethnologischen Hintergrund. Genauso gab es auch hier eine 30 bis 40 Meter breite Grenze zwischen dem hennebergischen und sächsischen Gebiet, die Sächsische Landwehr. Einige km von dieser entfernt bestand nach dem Zweiten Weltkrieg bis 1990 die Innerdeutsche Grenze. 1842 baute man eine Schule, der 1930 eine weitere folgte; ab 1950 wurden die Kinder des Ortes nach Brattendorf eingeschult. 1996 erfolgte die Gründung der Gemeinde Auengrund, der das Dorf auch beigetreten ist.